# Willem Hundsdorfer
Willem Hans Hundsdorfer (Graz, 31 augustus 1954 - Bussum, 10 november 2017) was een Nederlands hoogleraar emeritus.

## Biografie
Hundsdorfer promoveerde in 1984 aan de Rijksuniversiteit Leiden op The numerical solution of nonlinear stiff initial value problems. An analysis of one-step methods. Daarna trad hij in dienst van het Centrum voor Wiskunde en Informatica (CWI). Hij deed vooral fundamenteel onderzoek en was sinds 2002 betrokken bij de onderzoeksgroep Multiscale Modelling and Nonlinear Dynamics, MAS3, van het CWI. Met Jan Verwer publiceerde hij het boek Numerical Solution of Time-Dependent Advection-Diffusion-Reaction Equations. Hij werkte aan IMEX-schema's en stabiliteits- en convergentie-analyse. Hij is de medenaamgever van het Hundsdorfer-Verwer ADI schema.
Per 1 mei 2009 werd hij benoemd tot gewoon hoogleraar Numerieke wiskunde aan de Radboud Universiteit in Nijmegen; op 1 mei 2017 ging hij met emeritaat. Hij was als secretaris betrokken bij en mede-organisator van conferenties bij de Werkgemeenschap van Woudschotenconferenties (van de Nederlands-Vlaamse Numerieke wiskundegemeenschap). Hij was voorzitter van de ondernemingsraad van de universiteit en gedurende 12 jaar was hij vertrouwenspersoon bij het CWI.
Prof. dr. W.H. Hundsdorfer overleed in 2017 na een kort ziekbed op 63-jarige leeftijd.